# Starokatolický kostel (Děčín)
Starokatolický kostel byl vystavěn na severním okraji Děčína na počátku 30. let 20. století, nalézá se na úpatí Stoličné hory na skalnaté vyvýšenině zvané Šibeniční (také Popravčí) vrch (157 m n. m.) v blízkosti silnice Děčín – Hřensko. K pseudorománské lodi přiléhá moderní hranolová věž s okny ve zvonovém patře. V minulých desetiletích kostel vystřídal několik uživatelů.
V září 1989 vyhořel, jeho střecha se zřítila, po požáru již nebyl využíván. Od roku 2008 jej vlastní soukromá firma.

## Historie
Kostel byl vybudován v roce 1934. Pod místní starokatolickou farnost patřili i věřící z Mostecka, Chomutovska a Kadaňska. Starokatolická církev jej však vlastnila jen do roku 1945. Po odsunu Němců, který zdecimoval počty jejích věřících, jej získala Církev československá husitská. V roce 1958 byl propůjčen pravoslavné církvi a využívali jej přesídlenci ze Sovětského svazu. Od roku 1976 fungoval kostel jako depozitář lidového nábytku Okresního muzea v Děčíně, které nechalo opravit jeho střechu. Byl však několikrát vykraden, a muzeum proto depozitář zrušilo.
V září 1989 vyhořel, propadla se mu střecha. Po roce 1990 požádala starokatolická církev o jeho vrácení, neboť jej chtěla opravit, aby mohl znovu plnit svou bohoslužebnou funkci. K opravě však neměla dostatek finančních prostředků. V letech 2002-2004 byla zazděna okna i vstup.
V roce 2008 kostel za půl milionu korun získala firma Good Times. Její záměry se stavbou jsou však nejasné. Jako vlastník ruiny kostela je v katastru nemovitostí zapsána děčínská společnost Debt Collectors s.r.o., která je součástí Good Times Group (stav k lednu 2024).